# Chersotis travunia
Chersotis travunia är en fjärilsart som beskrevs av Karl Schawerda 1912. Chersotis travunia ingår i släktet Chersotis och familjen nattflyn. Inga underarter finns listade i Catalogue of Life.